# 444 هـ
444 هـ هي سنة في التقويم الهجري امتدت مقابلةً في التقويم الميلادي بين سنتي 1052 و1053.

## مواليد
- ابن الباذش
- ابن السيد البطليوسي

## وفيات
- أبو الحسن الربعي (عالم حديث)
- أبو جعفر السمناني
- إدريس السامي بالله
- محمد بن إدريس المهدي بالله
- أبو عمرو الداني
- ابن البرغوث
- أبو نصر السجزي